# رايت كيرلز
رايت كيرلز (بالإستونية: Rait Keerles)‏ مواليد 22 نوفمبر 1980 في بايده، هو لاعب كرة سلة إستوني سابق. بدأ مسيرته الاحترافية في سنة 1997. يبلغ طوله 6 قدم 7 بوصة (2.0 م). اعتزل اللعب في 2015.

## الإنجازات
- 1997–98 الدوري الإستوني الممتاز لكرة السلة
- 2004–05 الدوري الإستوني الممتاز لكرة السلة
- 2005–06 كأس إستونيا
- 2005–06 الدوري الإستوني الممتاز لكرة السلة
- 2006–07 كأس إستونيا
- 2007–08 كأس إستونيا
- 2008–09 كأس إستونيا
- 2008–09 الدوري الإستوني الممتاز لكرة السلة
- 2010–11 الدوري الإستوني الممتاز لكرة السلة
- 2012–13 الدوري الإستوني الممتاز لكرة السلة

## روابط خارجية
- رايت كيرلز على موقع الاتحاد الدولي لكرة السلة (الإنجليزية)
- رايت كيرلز على موقع الدوري الأوروبي لكرة السلة (الإنجليزية)
- رايت كيرلز على موقع كرة السلة الأوروبية.كوم (الإنجليزية)
- رايت كيرلز على موقع ريلجم (الإنجليزية)
- رايت كيرلز على موقع بروبوليرز (الإنجليزية)
- رايت كيرلز على موقع سبورتس رفرنس (الإنجليزية)